# Henri Guinier
Pour les articles homonymes, voir Guinier.
Henri Guinier, né Henri Jules Guinier le 20 novembre 1867 à Paris et mort le 10 octobre 1927 à Neuilly-sur-Seine, est un peintre français.

## Biographie
Henri Guinier suit sur l'insistance de son père les cours de l'école des Arts et Métiers de Châlons-en-Champagne à partir de 1883, devenant ingénieur en 1889, mais, admis aux cours de l'Académie Julian et de l'École des beaux-arts de Paris dans les ateliers de Benjamin-Constant (1845-1902) et Jules Lefebvre (1834-1912), il se consacre rapidement à la peinture, sa véritable passion. En 1896, il obtient le second prix de Rome, puis une médaille d'or au Salon des artistes français de 1898, année où il obtient une bourse de voyage qui lui permet de parcourir la Hollande, la Suisse, l'Italie. Il obtient une médaille d'argent à l'Exposition universelle de 1900.
En 1904, il se marie avec Hélène Glasson dont il a  un fils, Michel Guinier, et une fille Annette un de ses sujets préférés. En 1907, il est lauréat du prix Henner.
À Paris, Henri Guinier fait la connaissance de Fernand Legout-Gérard qui lui fait découvrir Concarneau. Il y achète une villa, dénommée Kerdorlett, située à Beuzec-Conq, au-dessus de la plage, face à l'ouest, qui devient sa résidence d'été. Il passe l'hiver dans sa maison de Neuilly-sur-Seine. Il devient président de l'Union artistique des Amis de Concarneau, côtoyant des peintres comme Alfred Guillou, Thomas Alexander Harrison, François-Alfred Delobbe, Fernand Legout-Gérard, Édouard Henry-Baudot, etc..
Excellent pastelliste et brillant coloriste, il peint de nombreux portraits, essentiellement féminins. Il exécute aussi des paysages, des scènes marines souvent inspirées par la Bretagne dont il peint les costumes et les paysages, principalement la région de Concarneau et le Pays Bigouden, mais aussi au Faouët, à Vannes, à Paimpol et à l'île de Bréhat. Il aborde avec succès tous types de sujets : l'allégorie, le nu, la scène de genre, le portrait, le paysage. Il séjourne en Italie, en Hollande, dans les Alpes et dans les Pyrénées. « C'est l'un de ces peintres bourgeois, vivant confortablement de tableaux de commande, qui, une fois en vacances, peignent uniquement par plaisir, au gré des promenades et des coups de cœur » écrit Françoise Gloux, galeriste. Henri Guinier bénéficie aussi de commandes officielles : en 1909, il participe avec d'autres peintres à la décoration de la mairie de Neuilly-sur-Seine, peignant La Tapisserie. Il est probablement l'auteur de deux peintures murales situées à l'ENSAM[réf. nécessaire].  
En 1914, au Salon des artistes français, il est salué pour son Portrait du lieutenant-colonel Rimailho, célèbre officier ayant perfectionné le canon de 75 mm et ayant conçu le canon de 155 court à tir rapide auquel il a donné son nom. 

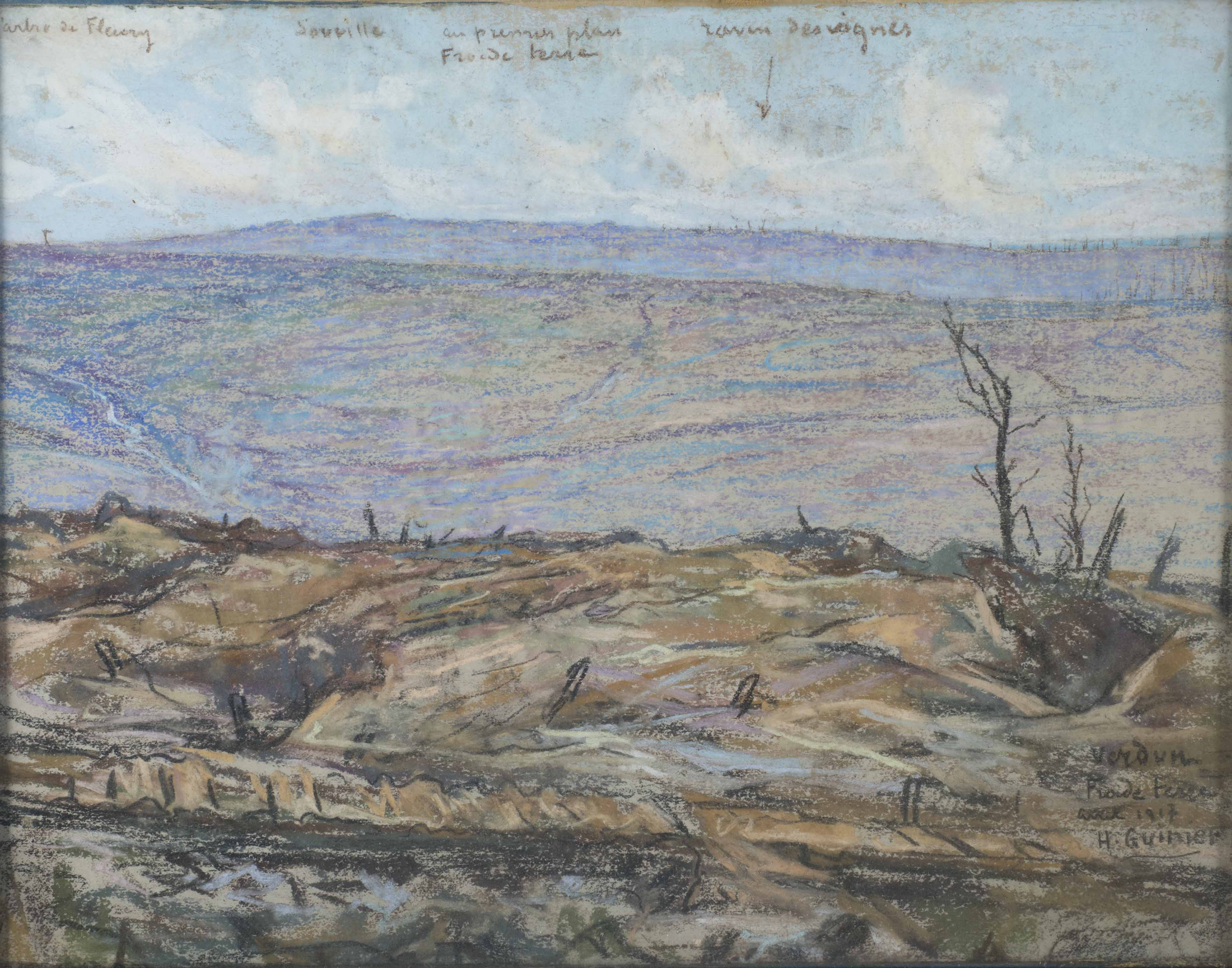
Verdun, Froideterre, avril 1917, Nanterre, La Contemporaine.

Durant la Première Guerre mondiale, Henri Guinier est non-mobilisable en raison de son âge. Il aurait alors contribué à la section camouflage mise en place par le peintre Lucien-Victor Guiraud de Scévola. En avril 1917, l'artiste participe à la troisième mission des artistes aux Armées avec d'autres peintres tels que Charles-Frédéric Lauth, Bernard Naudin, André Devambez ou encore René Piot. Leurs oeuvres, véritables témoignages de guerre, sont diffusées dans la presse mais aussi présentées lors d'exposition comme celle de juin 1917 au musée du Luxembourg qui a été commentée par le critique d'art Louis Vauxcelles. Dans une vue de l'exposition, le panneau d'Henri Guinier présente de nombreux paysages tragiques ou des scènes de ruines. En effet, l'artiste a réalisé de nombreux dessins et pastels ainsi qu'un ensemble de photographies sur le front à Verdun. À la suite de cette exposition, l'État se porte acquéreur de certains de ses tableaux comme Verdun, Froideterre, avril 1917 ou encore Le Bois de Vaux-Chapitre. Après la guerre, Henri Guinier expose au Salon des artistes français de 1919 une allégorie de La France victorieuse.
À partir de 1920, passant désormais l'hiver à la montagne, il peint des paysages des régions de Pau et Argelès-Gazost ou encore de la vallée de Chamonix. « Dans les dernières années de sa vie, il s'intéresse beaucoup au dessin, ne se contenant plus d'exprimer les jeux changeants de la lumière, mais s'attachant à la précision de la forme qu'il aime à ciseler » écrit Jean Vuillemin.
Les archives du peintre sont données par sa famille au musée départemental breton de Quimper en 2007. Le peintre fait l'objet d'une exposition temporaire au musée du Faouët (Morbihan) en 2008.
Il avait un atelier no 6 avenue Frochot. À sa mort, il habitait au no 21 rue de l'Hôtel de Ville à Neuilly-sur-Seine.

## Œuvres dans les collections publiques[6]
Au Chili

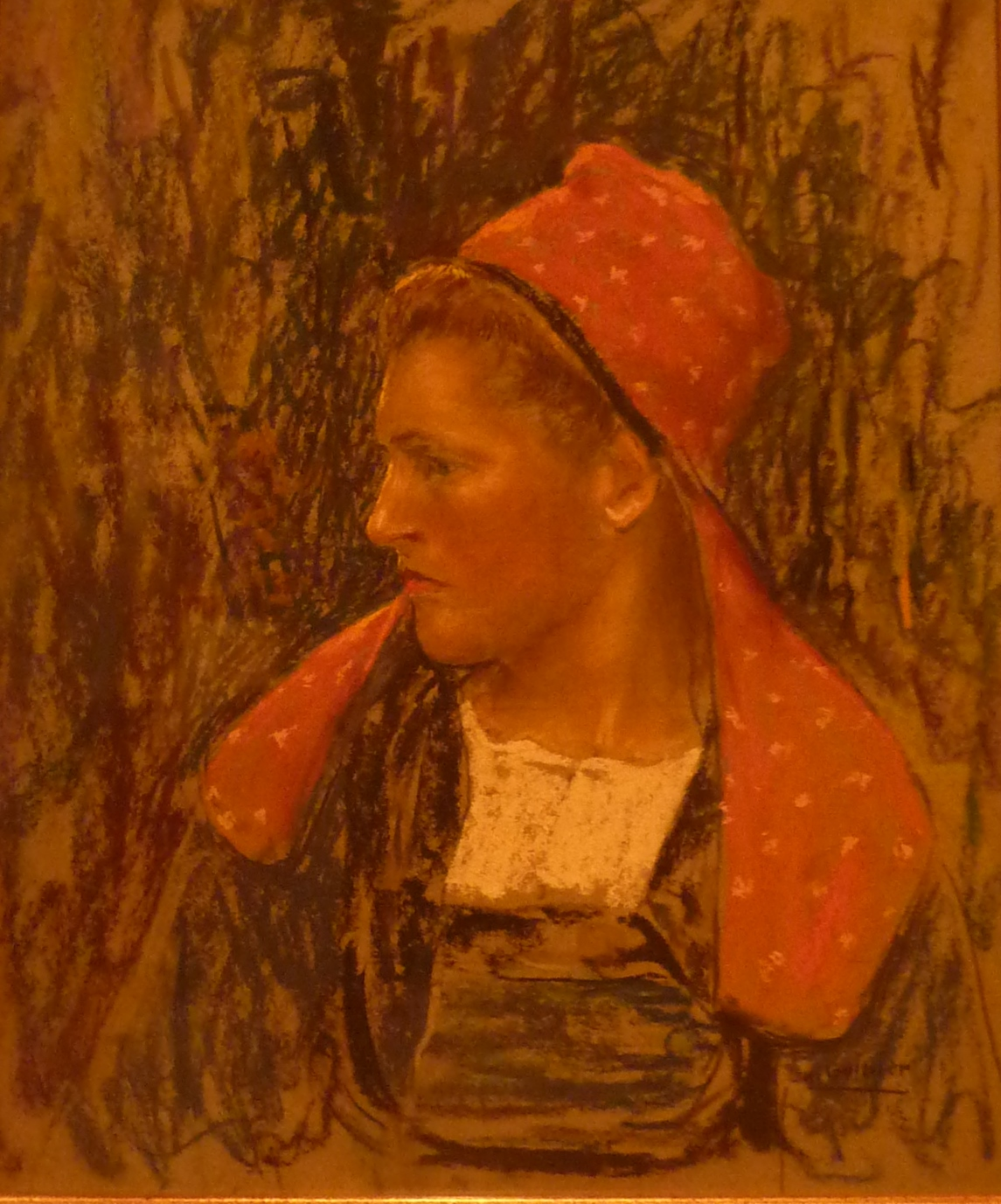
Femme à la coiffe rouge à fleurs, pastel, musée du Faouët.

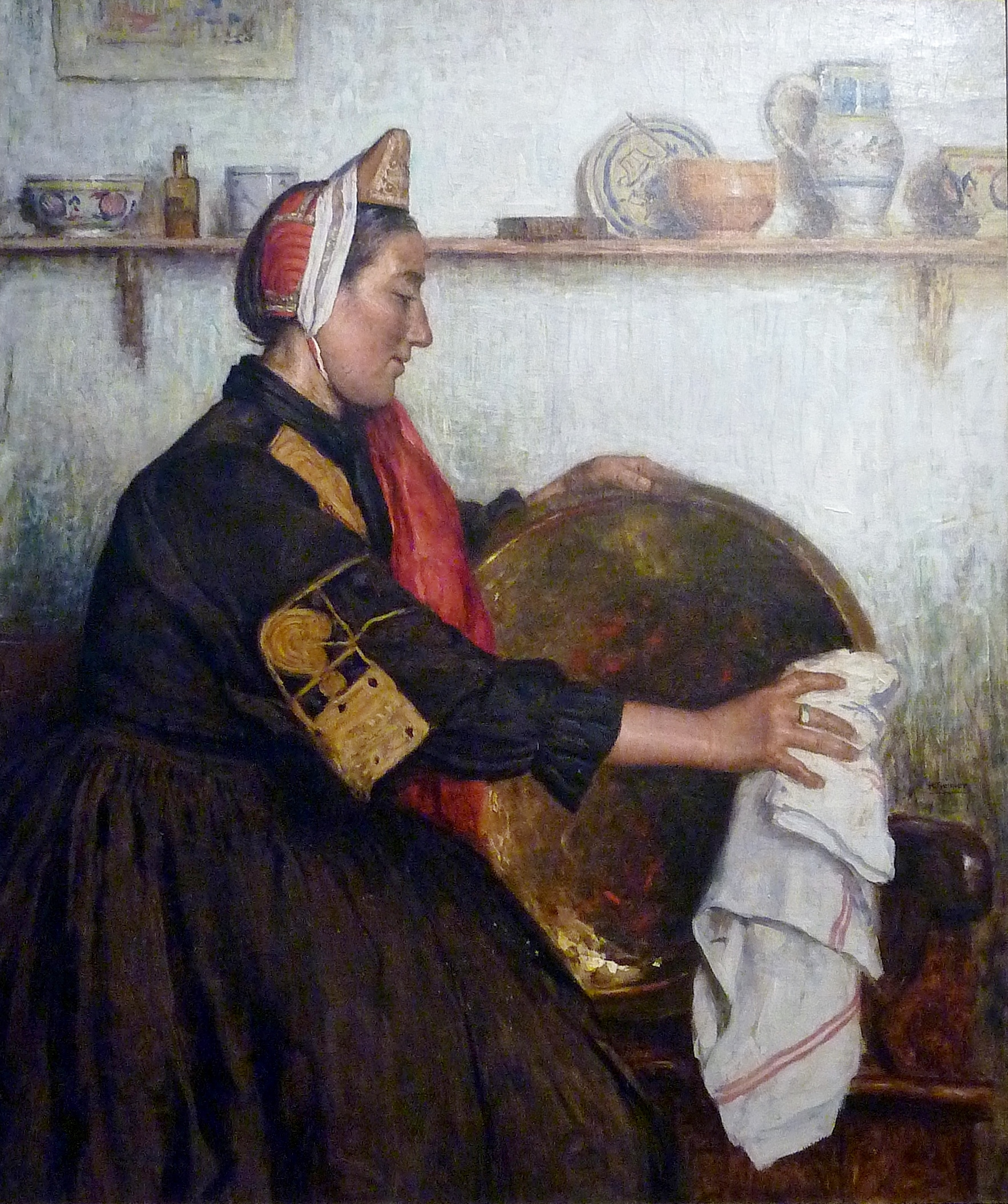
Henri Guinier : La Bigoudène au travail (huile sur toile, 1926).

- Santiago du Chili, musée national du Chili : Chant du soir, 1899 ;

En France
- Amboise, musée Hôtel Morin : Petite fille aux champs, 1893 ;
- Concarneau, musée de la Pêche : Portrait de sardinière, vers 1910, pastel[17] ;
- Dijon, musée de Dijon[Lequel ?] : Le Pardon de Sainte-Anne-d'Auray, 1902 ;

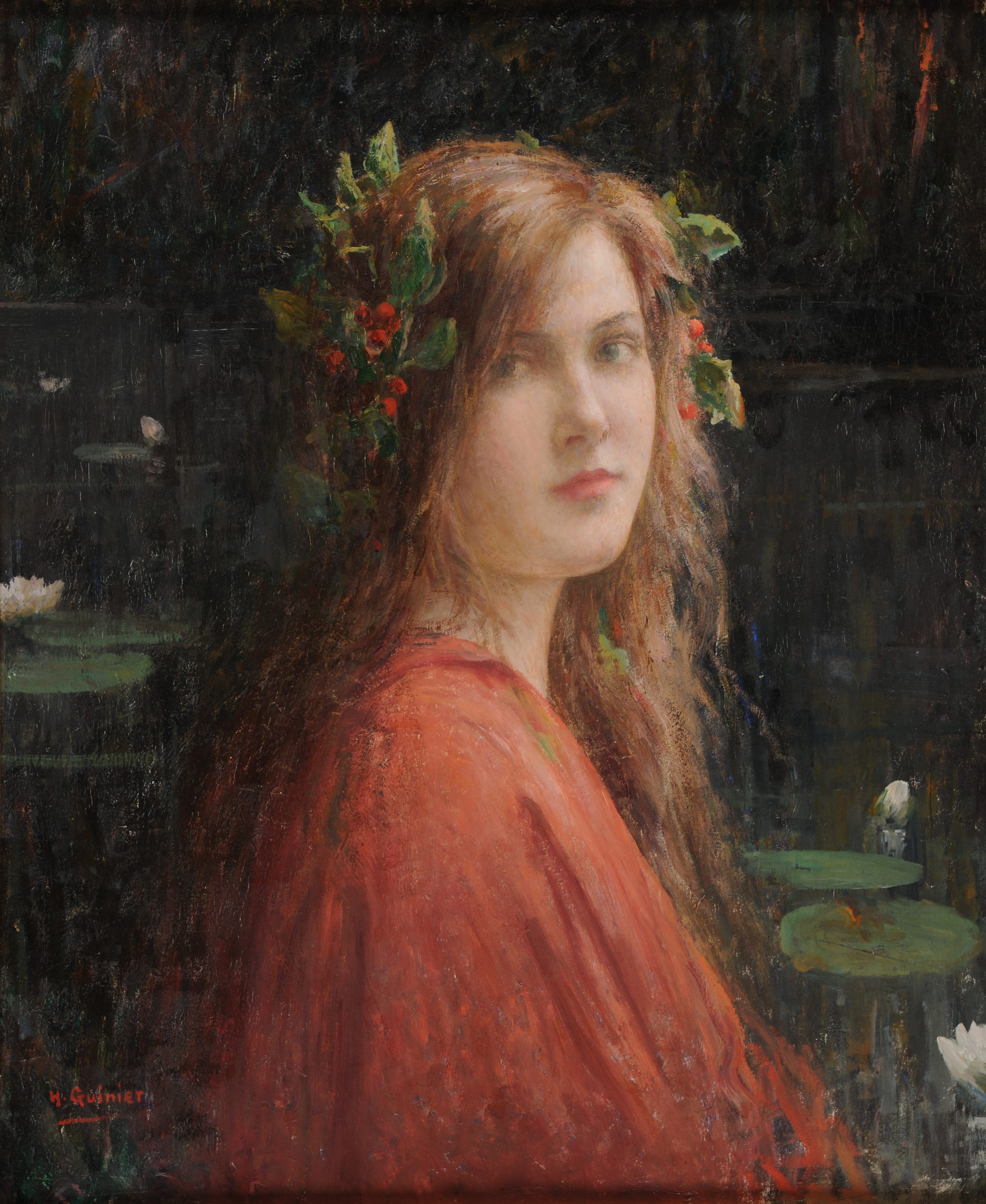
Ophélie (1er quart du 20e siècle), Reims, musée des Beaux-Arts.

- Ophélie (1er quart du 20e siècle), Reims, musée des Beaux-Arts.Joigny, musée de Joigny[18] : Le Christ pleuré par les Saintes Femmes, 1895, second prix de Rome[19] ;
- Le Faouët, musée du Faouët :
  - Femme à la coiffe rouge à fleurs, pastel ;
  - Jeune Tricoteuse au Faouët ;
  - Femme du Faouët (pastel sur papier, non daté) ;
  - Vieille Bretonne du Faouët, 1910, huile sur toile ;
- Lille, palais des beaux-arts : Un dimanche, enfants de Marie, 1898, huile sur toile[20] ;
- Mulhouse, musée des beaux-arts : Femme pensive, 1907 ;
- Nanterre, La Contemporaine : Verdun, Froideterre, pastel sur carton, avril 1917[21] ;
- Nemours, Château-Musée : Portrait d'Ernest Marché, 1889[22] ;
- Paris :
  - École nationale supérieure des beaux-arts :
    - Figure dessinée d'après nature, pierre noire et estompe sur fond de papier clair[23] ;
    - Des pèlerins découvrant la ville de Jérusalem depuis une hauteur se prosternent et prient (1895), École des beaux-arts de Paris[24] ;

  - musée de l'Armée : Le Bois de Vaux-Chapitre, huile sur toile, 1917[13] ;
  - musée du Louvre :
    - Vieux Paysan breton tenant son chapeau devant lui, dessin[25] ;
    - Jeune Femme bretonne assise, dessin[26] ;

  - musée d'Orsay : L'automne, 1895[27],[28] ;
- Poitiers, musée Sainte-Croix : Psyché et l'amour, 1897[29] ;
- Quimper, musée départemental breton :
  - La Fontaine miraculeuse, pardon des aveugles, chapelle de La Clarté à Combrit (Pays bigouden), 1914 ;
  - Bretonne au chapelet, 1927 ;
  - Bigoudène au travail, 1926, huile sur toile ;
- Reims, musée des beaux-arts : 
  - Ophélie, 1903, huile sur toile ;
  - Jeunesse, début du 20e siècle, huile sur bois ;
- Rouen, musée des beaux-arts : Portrait de Mme Ernest Dubois, 1917, huile sur toile ;

## Estampes
- Nuit douce, 1899, estampe[30] ;
- Plaisir d'été, 1901, lithographie[31].

## Salons
Henri Guinier expose au Salon des artistes français de 1891 à 1927 :
- 1906 : La Prière en Bretagne[32] ;
- 1908 : Au bord du lac[33] ;
- 1909 : La naïade Eglé[34] ;
- 1913 : Maternité[35] ;
- Portrait du lieutenant-colonel Rimailho, Salon des artistes français de 1914[36] ;
- 1921 : Le vieux Terrien[37] ; Coucher de soleil en Bretagne[38].

## Galerie

Œuvres d'Henri Guinier
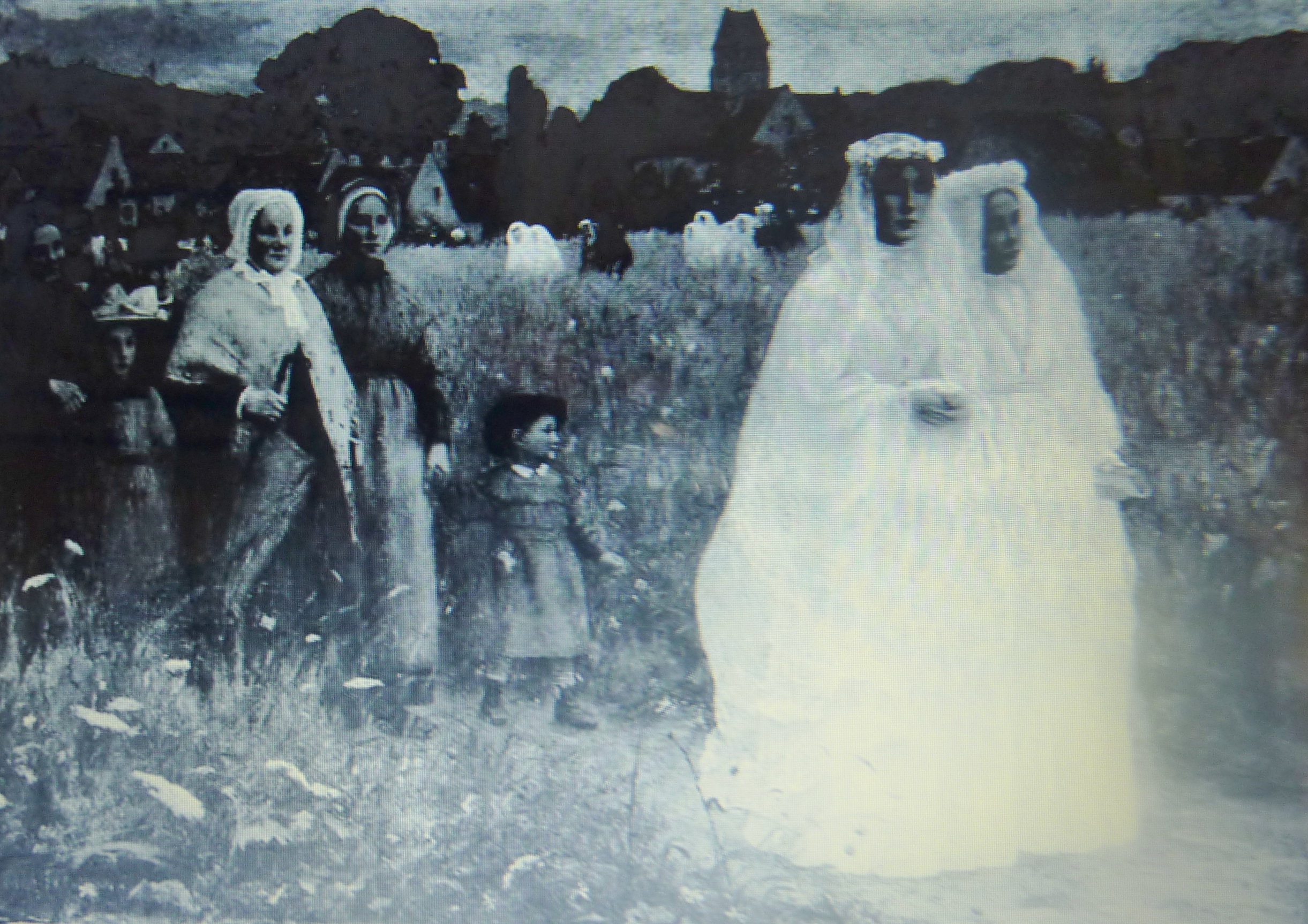
Un Dimanche, enfants de Marie (1898), palais des Beaux-Arts de Lille (photo en noir et blanc par François Antoine Vizzavona).
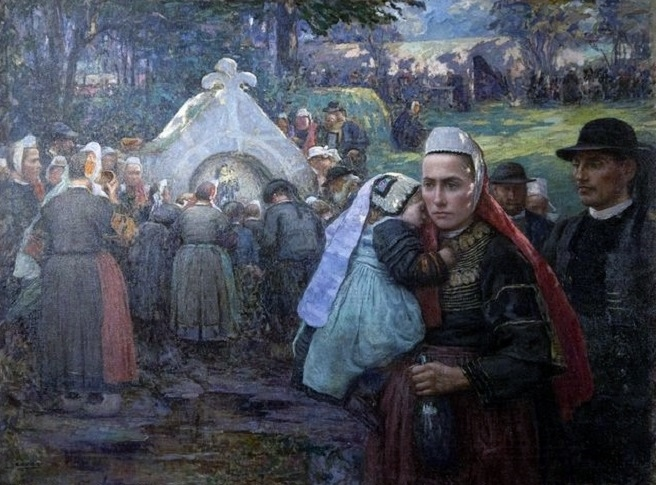
La Fontaine miraculeuse, pardon des aveugles, chapelle de La Clarté à Combrit, Pays Bigouden (1914), musée départemental breton de Quimper.

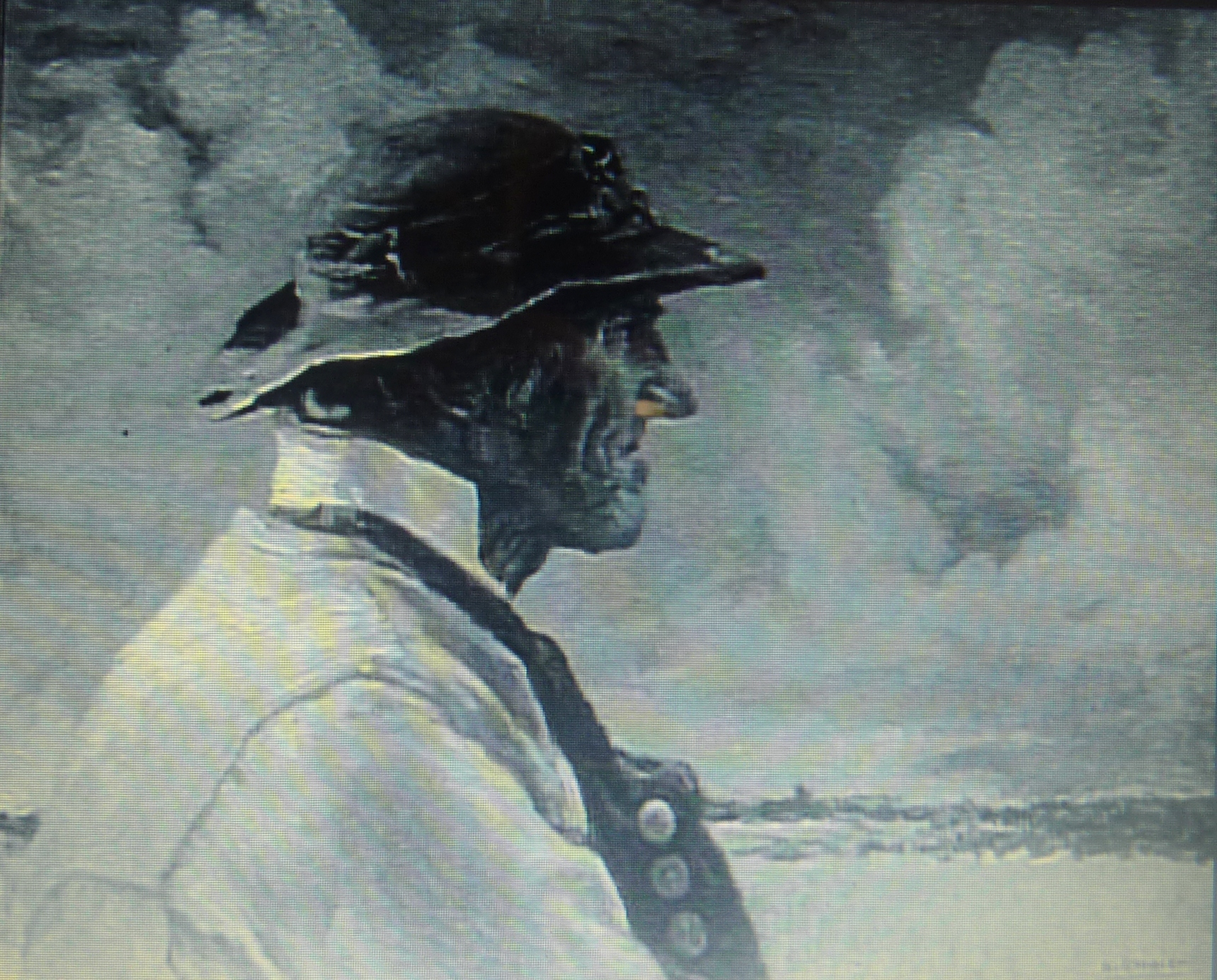
Le vieux Terrien (Salon de 1921).
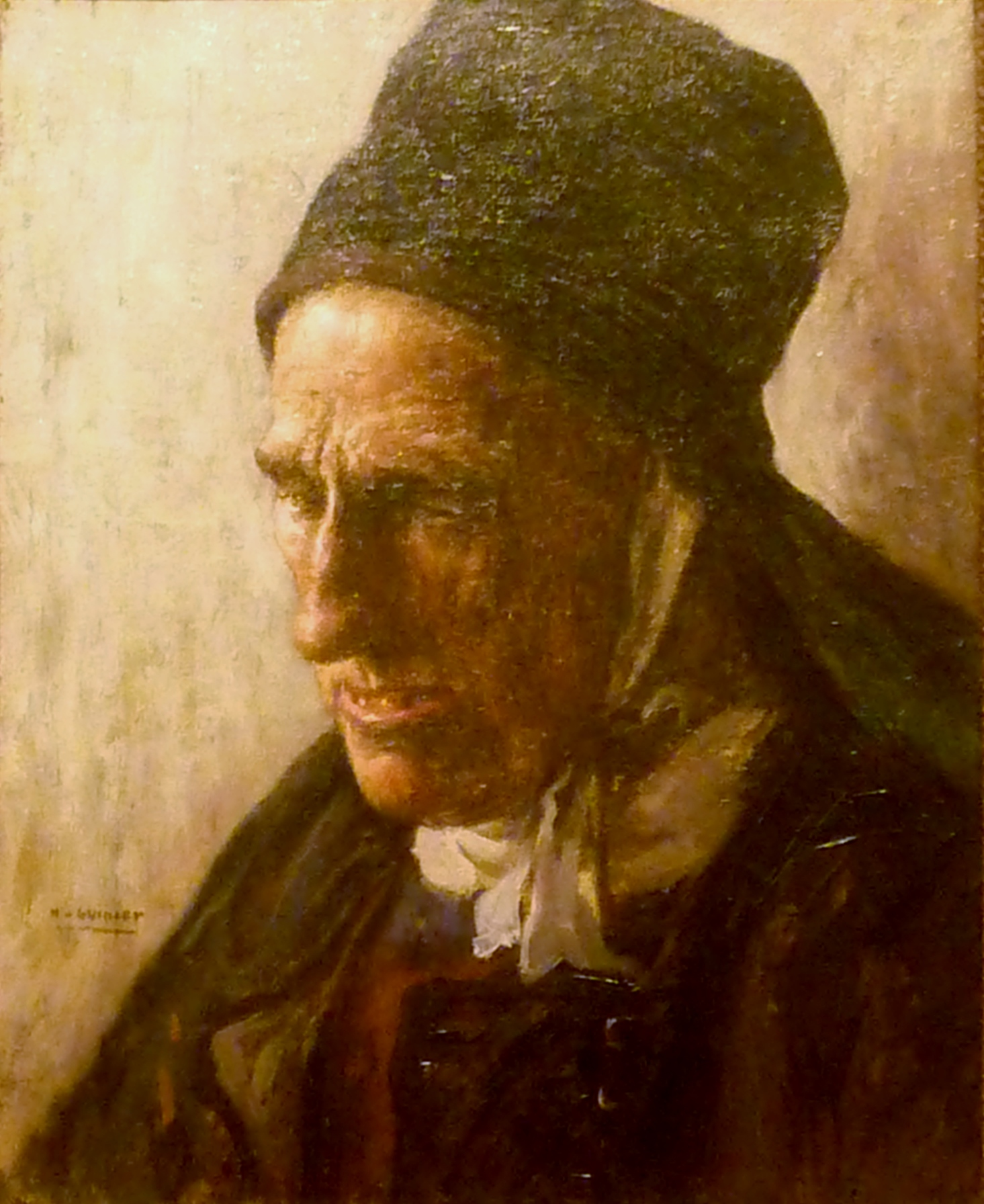
Vieille bretonne du Faouët (1910), huile sur toile, musée du Faouët.
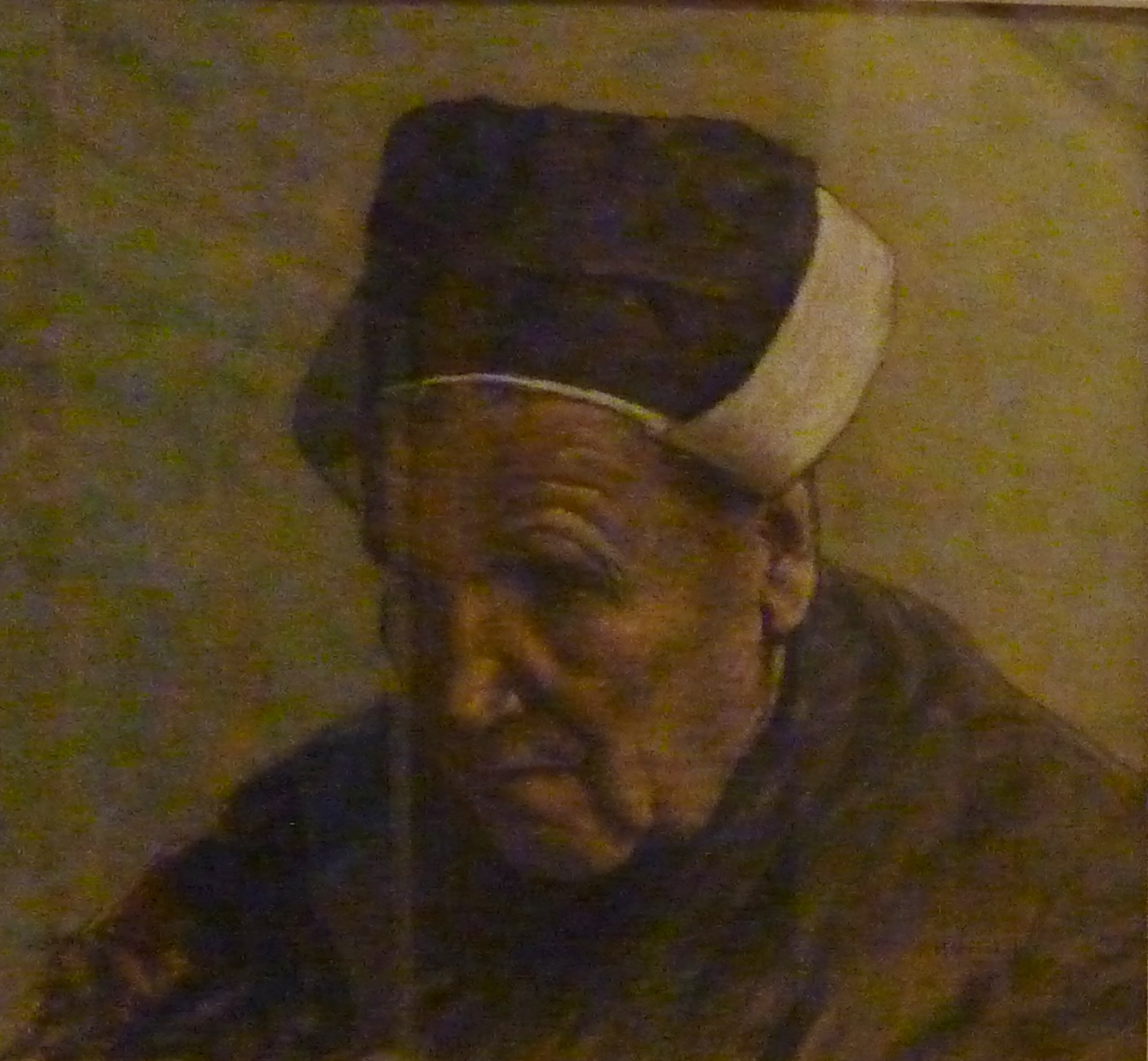
Paysanne de Concarneau (vers 1920), musée départemental breton.